# Heinz Nigg

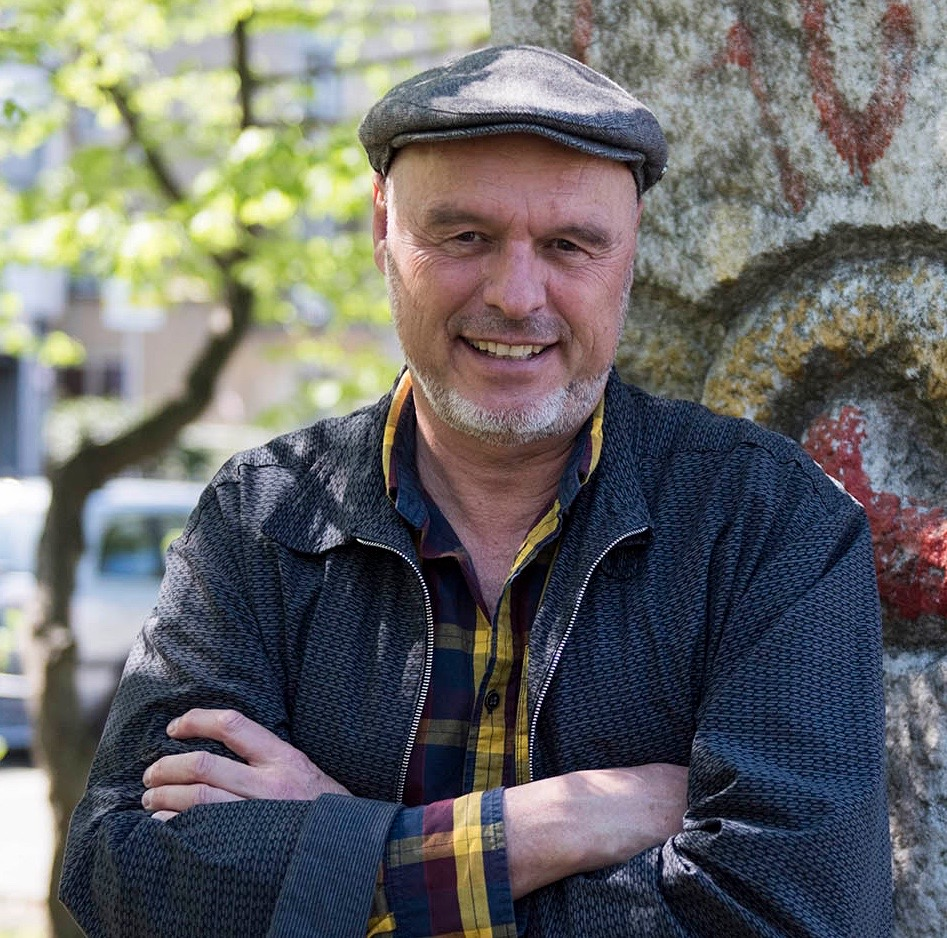
Heinz Nigg vor dem Denkmal für das Autonome Jugendzentrum (AJZ) in Zürich. Foto: Urs Jaudas, 2015

Heinz Nigg (* 23. August 1949 in Zürich) ist ein Schweizer Ethnologe, Kulturvermittler und Förderer des partizipativen Video- und Filmschaffens. 1980 dokumentierte er den Beginn der Jugendunruhen in Zürich.

## Leben
Nigg, Bürger von Maienfeld und Zürich, wuchs mit zwei Geschwistern in Zürich auf. Seine Eltern stammen aus einer Arbeiter- und einer Bauernfamilie in Maienfeld. Die Mutter war Hausfrau und arbeitete als Schneiderin. Der Vater war als Vermieter in einer Stiftung für preisgünstiges Wohnen tätig.
1967/68 weilte Nigg für ein Jahr als Austauschschüler in den USA, wo er in Chicago und San Francisco vom Aufbruch der 68er-Bewegung, den Hippies und Yippies, zu künstlerischem Schaffen und politischem Engagement inspiriert wurde. Von 1969 bis 1976 studierte er an der Universität Zürich Geschichte, Politikwissenschaft und Ethnologie, war Aktivist in der Jugendbewegung und in der lokalen widerständigen Kunstszene. Er malte und beteiligte sich an Gruppenausstellungen. Er verfasste Ausstellungsbesprechungen über Konzeptkunst und Minimal Art für den Tages-Anzeiger und die Kunstnachrichten, eine Zeitschrift für internationale Kunst. 1974 reiste er als Assistent von Johannes Gachnang, Direktor der Kunsthalle Bern, nach New York, wo er den Künstler On Kawara kennenlernte und Bezugsperson in dessen Projekt I Got Up wurde. 1975 beteiligte er sich als Mitarbeiter von Isi Fiszman an der internationalen Kunstaktion Salto Arte in Brüssel. Inspiriert wurde er dort vor allem von Joseph Beuys, der damals für eine befreite Kunstpraxis ausserhalb von Galerien und Museen eintrat: Kunst von und für alle. 
Von 1976 bis 1979 lebte Nigg in London, wo er eine ethnographische Feldforschung über den Gebrauch audiovisueller Mittel in Community arts und Community Organizing durchführte, die 1980 als Dissertation erschien und in Grossbritannien als Buchpublikation vertrieben wurde. Von 1979 bis 1980 war er Lehrbeauftragter am Ethnologischen Seminar der Universität Zürich. Wegen einer umstrittenen Videodokumentation über den Opernhauskrawall wurde ihm eine weitere Lehrtätigkeit an der Universität verwehrt.

Video Opernhaus-Krawall, Zürich 1980. Projektgruppe Community Media

Seit 1980 ist Nigg freiberuflich als Ethnologe und Kulturschaffender tätig. Seine Schwerpunkte sind soziale Bewegungen, Videoarbeit mit Gruppen, Partizipation in der Stadtentwicklung und die Darstellung von Migrations- und Mobilitätserfahrungen durch Selbstzeugnisse. Heinz Nigg arbeitet vor allem mit Porträts, basierend auf der Methode der Oral History. 2017 kuratierte Nigg für das Schweizerische Nationalmuseum die Ausstellung Rebel Video über die alternative Videobewegung der 1970er- und 1980er-Jahre in der Schweiz und Grossbritannien. Er beschäftigt sich auch immer wieder mit Medienkunst und arbeitet an einem Fotoprojekt.
Heinz Nigg ist Vater eines Sohnes und lebt in Zürich.

## DIY
Do-it-yourself-Video spielt für Nigg nach wie vor eine wichtige Rolle in Kunst, Politik und sozialen Bewegungen. Video, heute fester Bestandteil jedes Mobiltelefons, lädt zum Mitmachen ein und ist Ausdruck der digitalen Revolution. In seiner Buchpublikation und auf der Website Rebel Video betont Nigg, dass eine Demokratisierung der Produktion und Distribution audiovisueller Botschaften auch heute möglich ist - vor allem über Social Media. Im politischen Bereich ist DIY-Video zu einem wichtigen Instrument für Aktivismus und investigativen Journalismus geworden. In der Kunst eröffnet DIY-Video neue kreative Ausdrucksformen, um experimentelle Werke zu realisieren, die nach Nigg oft die Grenzen zwischen Amateurkunst und professionellem Kunstschaffen überschreiten.

## Video im Archiv
In Zusammenarbeit mit Memoriav, dem Schweizerischen Sozialarchiv, dem Medienarchiv der Zürcher Hochschule der Künste (ZHdK) und Goldsmiths, University of London, hat Heinz Nigg verschiedene Videobestände von den 1970er bis in die 2010er Jahre digitalisiert und archiviert. Nigg betrachtet diese Videobestände als wichtige historische Quellen, um Einblicke in soziale Bewegungen und kulturelle Dynamiken zu gewinnen. Sie zeigen, wie Video eingesetzt wurde, um neue soziale Bedürfnisse sichtbar zu machen, auch durch Protest. Für die ethnografische Stadtforschung bieten Videoarchive authentische Darstellungen urbanen Wandels. Auch für Medienpädagogik, Soziale Arbeit und Kunst sieht Nigg Potenzial. Insgesamt sieht er Videoarchive als Erinnerungsorte, die zur Reflexion über neue Medien in der Gesellschaft beitragen.

## Publikationen

### Als Autor oder Herausgeber
- Möwen über dem Wasser – Kurzgeschichten. BoD, Norderstedt 2025, ISBN 978-3-8192-7636-1
- New York: Up Close. Ein Bildband. BoD, Norderstedt 2024, ISBN 978-3-7583-7033-5
- London: Up Close. Ein Bildband. BoD, Norderstedt 2024, ISBN 978-3-7597-0745-1
- Miavista: A visual diary. BoD, Norderstedt 2024, ISBN 978-3-7583-6305-4
- Miavista: A visual diary, Volume 2. BoD, Norderstedt 2024, ISBN 978-3-7597-2951-4
- Mittendrin. Ein Tagebuch. BoD, Norderstedt 2023, ISBN 978-3-7578-2000-8.
- Entrechtet – beraubt – erinnert. Dokumentation über Opfer des Nationalsozialismus mit Bezug zu Zürich. edition 8, Zürich 2021, ISBN 978-3-85990-431-6 Mit Video (20 Min.) auf www.remembered.ch
- Video: Ich sehe! Eine Autobiografie. BoD, Norderstedt 2021, ISBN 978-3-7534-0450-9.
- Rebel Video. Die Videobewegung der 1970er- und 1980er-Jahre. London, Basel, Bern, Lausanne und Zürich.  Verlag Scheidegger & Spiess, Zürich 2017, ISBN 978-3-85881-556-9.
- Rebel Video. The Video Movement of the 1970s and 1980s. London, Basel, Bern, Lausanne and Zurich.  Verlag Scheidegger & Spiess, Zürich 2017, ISBN 978-3-85881-801-0.
- Global Town Baden. 30 Porträts aus einer urbanen Region. Limmat Verlag, Zürich 2010, ISBN 978-3-85791-617-5.
- Wir sind wenige, aber wir sind alle. Biografien aus der 68er-Generation in der Schweiz. Limmat Verlag, Zürich 2008, ISBN 978-3-85791-546-8.
- Wir wollen alles, und zwar subito. Die Achtziger Jugendunruhen in der Schweiz und ihre Folgen. Mit Videokompilation auf DVD und Website. Limmat Verlag, Zürich 2001, ISBN 3-85791-375-4.
- Da und fort. Leben in zwei Welten. Immigration und Binnenwanderung in der Schweiz. Limmat Verlag, Zürich 1999, ISBN 3-85791-331-2.
- Zusammen mit Martin Heller und Claude Lichtenstein. Letten it be. Eine Stadt und ihr Problem (=  Schriftenreihe des Museums für Gestaltung, Bd. 19). Zürich 1995, ISBN 3-907065-58-1.
- Zusammen mit Margrit Bürer. VIDEO: Praktische Videoarbeit mit Kindern und Jugendlichen. Pro Juventute Verlag, Zürich 1990, ISBN 3-7152-0186-X.
- Zusammen mit Graham Wade. Community Media. Community Communication in the UK: video, local TV, film, and photography. A documentary report on six groups. Regenbogen Verlag, Zürich/London 1980, ISBN 3-85862-010-6.

### Beiträge in Sammelbänden
- Die Achtziger – Porträt einer Bewegung. In: Peter Bichsel, Silvan Lerch: Autonomie auf A4. Wie die Zürcher Jugendbewegung Zeichen setzte. Flugblätter 1979–82. Limmat Verlag, Zürich 2017, ISBN 978-3-85791-833-9, S. 233–240.
- Sans-papiers on their March for Freedom 2014: how refugees and undocumented migrants challenge Fortress Europe. In: Interface. A journal for and about social movements. Vol 7 (1): i–iv (May 2015) Movement practise(s), pp. 263–288.
- Augenöffner: Raubkunst und Fluchtgut erinnern an den Holocaust. In: Thomas Buomberger, Guido Magnaguagno (Hrsg.): Schwarzbuch Bührle. Raubkunst für das Kunsthaus Zürich? Rotpunktverlag, Zürich 2015, ISBN 978-3-85869-664-9, S. 217–231.
- Youth Protest Media in Switzerland. In: John D.H. Downing (Hrsg.): Encyclopedia of Social Movement Media. SAGE Publications, Thousand Oaks, California 2011, ISBN 978-0-7619-2688-7, pp. 555–558.
- Die Revolution findet auch im Saal statt. In: Urs Kälin, Stefan Keller, Rebekka Wyler (Hrsg.): Hundert Jahre Volkshaus Zürich. Bewegung. Ort. Geschichte. hier + jetzt, Zürich 2010, ISBN 978-3-03919-149-9, S. 72–81.
- Die alternative Videobewegung – ein transnationales Phänomen. In: Urs Berger, Ruedi Bind, Julia Zutavern, Adam Szymczxk (Hrsg.): Filmfront(al). Der experimentelle und politische Film der 1970er- und 1980er-Jahre in Basel. Friedrich Reinhardt Verlag, Basel 2010, ISBN 978-3-7245-1657-6, S. 27–32.
- Gewalt und symbolischer Widerstand in den Jugendunruhen der Achtzigerjahre. In: Sønke Gau, Katharina Schlieben. Spektakel, Lustprinzip oder das Karnavaleske? Ein Reader über Möglichkeiten, Differenzerfahrungen und Strategien des Karnavalesken in kultureller/politischer Praxis. b_books, Berlin 2008, ISBN 978-3-933557-78-0, S. 141–150.
- Die Xenixen. Vier Porträts aus einem multikulturellen Kino in Zürich. In: Veronika Grob, René Moser, Beat Schneider (Hrsg.): XENIX – Kino als Programm. Schüren Verlag, Zürich 2006, ISBN 3-89472-403-X, S. 68–93.
- Express yourself. Video als widerständische Praxis in der Jugendbewegung der 1980er-Jahre. In: Andreas Broekmann, Rudolf Frieling (Hrsg.): Bandbreite. Medien zwischen Kunst und Politik. Kulturverlag Kadmos, Berlin 2004, ISBN 3-931659-65-8, S. 69–74.
- Mappamondo. Textcollage einer kleinen Welterkundung. In: Matthias Michel (Hrsg.): Wissenschaft und Welterzählung: Die narrative Ordnung der Dinge. Edition Collegium Helveticum, Band 1. Chronos Verlag, Zürich 2003, ISBN 978-3-0340-0643-9, S. 231–233.
- Zusammen mit Elsbeth Kuchen. «Jungi mached Fernseh!» Videoarbeit mit Kindern und Jugendlichen, Zürich, Sommer 1980. In: CINEMA. Unabhängige schweizerische Filmzeitschrift, 26. Jahrgang, Nummer 3/80, S. 23–31.